# Saint-Jean-de-la-Forêt
Saint-Jean-de-la-Forêt là một xã trong tỉnh Orne, vùng Normandie tây bắc nước Pháp. Xã Saint-Jean-de-la-Forêt nằm ở khu vực có độ cao trung bình 212 mét trên mực nước biển.